# IC 4208
IC 4208 је појединачна звијезда у сазвјежђу Ловачки пси која се налази на листи објеката дубоког неба у Индекс каталогу.
Деклинација објекта је + 37° 15' 19" а ректасцензија 13h 9m 38,2s.